# Alexander Gerschenkron
Alexander Gerschenkron (in russo Александр Гершенкрон?, Aleksandr Geršenkron; Odessa, 1904 – Cambridge, 26 ottobre 1978) è stato un economista russo naturalizzato statunitense, formatosi presso la Scuola austriaca; è stato anche docente universitario ad Harvard, dove insegnò storia dell'economia.
Pur essendo divenuto statunitense de iure e de facto, non ripudiò le sue radici russe.

## Pensiero economico
I suoi primi lavori erano concentrati sullo sviluppo economico dell'Unione Sovietica e dell'Europa orientale. In un famoso articolo del 1947 annunciò il cosiddetto effetto Gerschenkron, che afferma che il cambiamento della base annua per un determinato indice determina il tasso di crescita dello stesso. La sua opera era mirata a svelare i trucchi statistici dei pianificatori sovietici.
Gerschenkron avanzò la teoria delle fasi lineari (in inglese linear stages), secondo cui lo sviluppo economico procede solo in determinate circostanze, pur accettando il fatto che diversi periodi manifestassero differenti tipologie di sviluppo. Dunque poiché esistono, o meglio coesistono, sia nazioni economicamente avanzate sia arretrate, queste ultime, durante la loro fase di sviluppo, potrebbero saltare alcune delle tappe che le precedenti dovettero attraversare con l'adozione di nuove ed avanzate tecnologie. Tale modello illustrava in maniera chiara le particolari strategie adottate dal Giappone durante l'era Meiji e dall'Unione Sovietica. Gerschenkron postulò che la maggiore arretratezza economica era alla base dello sviluppo; egli tuttavia non spiegò mai in che modo andasse misurato il tasso di arretratezza, ma lo esemplificò tracciando un asse immaginario, che congiungesse la parte nordoccidentale e sudorientale dell'Europa, ai cui estremi vi erano da una parte il Regno Unito (la nazione più avanzata) e dall'altra gli stati balcanici (i più arretrati). Le condizioni più certe per il take off (decollo) dovevano intervenire durante la fase di crescita; ciò avrebbe portato, tra le altre, ad una limitazione dei consumi a vantaggio di un incremento negli investimenti (e principalmente nei risparmi) nei paesi maggiormente arretrati, che avrebbero dovuto fare appoggio sulle banche e su altri mezzi di mobilizzazione degli investimenti.
Contrariamente alla sua formazione nella Scuola austriaca, Gerschenkron criticò la teoria che passa sotto il nome di "penny pinching, 'not-one-heller-more-policies" dell'economista austriaco Eugen von Böhm-Bawerk, divenuto ministro delle Finanze del suo paese, cui attribuì la quasi totalità della colpa dell'arretratezza austriaca alla scarsa disponibilità del Böhm-Bawerk di investire in maniera consistente sui progetti delle opere pubbliche.

### La teoria dell'industrializzazione tardiva
L'economista di Odessa è famoso anche per aver enunciato, nel 1965, la cosiddetta teoria dell'industrializzazione tardiva. Tale teoria è basata sul presupposto che i paesi meno avanzati possano accorciare i tempi del proprio sviluppo mediante l'adozione di tecnologie di punta create preventivamente. Tale posizione, definita come il vantaggio dell'arretratezza, consiste di quattro leggi:
1. Quanto più un paese è arretrato, tanto più risulta intenso il suo sviluppo industriale - I processi di sviluppo nei paesi ad industrializzazione tardiva sono molto più brevi e veloci di quelli avvenuti nei paesi ad industrializzazione precoce; questi, di contro, impiegarono un tempo molto più lungo per poter portare a termine lo sviluppo tecnologico e l'accumulazione capitalistica, ma anche per poter disporre dei trasferimenti di tecnologie e delle importazioni di capitale.
2. Il primato dell'industria pesante - Un'industrializzazione tardiva è capace di far sviluppare l'industria chimica e pesante (siderurgica, metallurgica, metalmeccanica ecc.) in maniera più rapida di quelle dei paesi più avanzati; questo perché i paesi arretrati, pur essendo carenti di manodopera qualificata, ma capace di stabilire nuove tecnologie attraverso importazioni, sono in grado di introdurre nuove istituzioni per l'investimento a grande scala, mentre i paesi più avanzati hanno difficoltà a liberarsi degli impianti obsoleti.
3. Tendenza ad una centralizzazione produttiva - I gruppi commerciali sperimentano una tendenza a riunirsi in grandi trust (fase di monopolizzazione), in quanto gli investimenti in capitale su grande scala richiedono piccole spese di funzionamento.
4. Irrilevanza del rapporto logico tra sviluppo capitalistico agricolo e sviluppo industriale - Nei paesi ad industrializzazione tardiva non vi è necessariamente una correlazione logica tra lo sviluppo in senso capitalistico dell'agricoltura e lo sviluppo industriale; in altri termini, l'industrializzazione può raggiungere le massime vette dello sviluppo, ma il capitalismo agricolo può restare ancora in una condizione di arretratezza. Questo perché il fattore trainante dello sviluppo non è l'agricoltura (come lo fu nei paesi ad industrializzazione precoce), ma le banche (paesi mediamente tardivi) o lo Stato (fortemente tardivi).

### Riferimenti alla religione
Nel ricercare le fondamenta dello sviluppo economico, Gerschenkron esamina anche lo spirito religioso: nello  "Lo sviluppo industriale in Europa e in Russia"  sottolinea la preponderanza dei "Vecchi credenti" gruppo scismatico della Chiesa Ortodossa, tra i nuovi imprenditori artefici della prima industrializzazione russa di fine 800. Appare opportuno sottolineare come, nel citato testo, l'indagine a sfondo religioso si confronta con il classico saggio di Max Weber "L'etica protestante e lo spirito del capitalismo".

## Pubblicazioni

### In lingua inglese
- Gerschenkron, Alexander (1943), Bread and democracy in Germany, Berkeley and Los Angeles: University of California Press.
- Gerschenkron, Alexander (1945), Economic relations with the U.S.S.R., New York.
- Gerschenkron, Alexander and Alexander Erlich (1951), A dollar index of Soviet machinery output, 1927-28 to 1937, Santa Monica, California: Rand Corporation.
- Gerschenkron, Alexander and Nancy Nimitz (1952), A dollar index of Soviet petroleum output, 1927-28 to 1937, Santa Monica, California: Rand Corporation.
- Gerschenkron, Alexander and Nancy Nimitz (1953), A dollar index of Soviet iron and steel output 1927/28-1937, Santa Monica, California: Rand Corporation.
- Gerschenkron, Alexander (1954), A dollar index of Soviet electric power output, Santa Monica, California: Rand Corporation.
- Gerschenkron, Alexander (1954), Soviet heavy industry: a dollar index of output, 1927/28-1937,  Santa Monica, California: Rand Corporation.
- Gerschenkron, Alexander (1962), Economic backwardness in historical perspective, a book of essays, Cambridge, Massachusetts: Belknap Press of Harvard University Press.
- Gerschenkron, Alexander (1966), Bread and democracy in Germany, New York: H. Fertig.
- Gerschenkron, Alexander (1968), Continuity in history, and other essays, Cambridge, Massachusetts: Belknap Press of Harvard University Press.
- Gerschenkron, Alexander (1970), Europe in the Russian mirror: four lectures in economic history, London: Cambridge University Press
- Gerschenkron, Alexander (1977), An economic spurt that failed: four lectures in Austrian history, Princeton, New Jersey: Princeton University Press.
- Gerschenkron, Alexander (1989), Bread and democracy in Germany, with a new foreword by Charles S. Maier, Ithaca, New York: Cornell University Press.

### In lingua italiana
- Alexander Gerschenkron. Il problema storico dell'arretratezza economica. Torino, Einaudi, 1965.
- Alexander Gerschenkron. Lo sviluppo industriale in Europa e in Russia. Bari, Laterza, 1971. (traduzione di Europe in the Russian mirror: four lectures in economic history, London: Cambridge U.P)
- Alexander Gerschenkron. La continuità storica. Teoria e storia economica. Torino, Einaudi, 1976.